# Sommerdreieck
| Hauptstern    | Sternbild     |
| Sternname     | Sternbildname |
| Sommerdreieck |               |

Sternenkonstellation des Sommerdreiecks, so wie es am südlichen Meridian zu sehen ist.

Das Sommerdreieck ist eine großräumige, markante Konstellation heller Sterne am nördlichen Sternenhimmel, die in den Sommer- und Herbstnächten der Nordhalbkugel gut beobachtet werden kann. Auch bei eingeschränkten Sichtbedingungen durch Atmosphäre und Lichtverschmutzung ist es gut zu erkennen. Mitte Juli steht es etwa um Mitternacht im Süden, Mitte August um ca. 22 Uhr MEZ (bei Sommerzeit jeweils 1 Stunde später).
Das Sommerdreieck ist kein von der Internationalen Astronomischen Union festgelegtes Sternbild, sondern ein Asterismus. Es besteht aus drei Fixsternen, die jeweils unterschiedlichen Sternbildern zugeordnet sind. Im Uhrzeigersinn sind dies:
- Deneb im Sternbild Schwan,
- Wega in der Leier und
- Altair (auch Atair genannt) im Adler.